# Christian Giørtz Middelboe

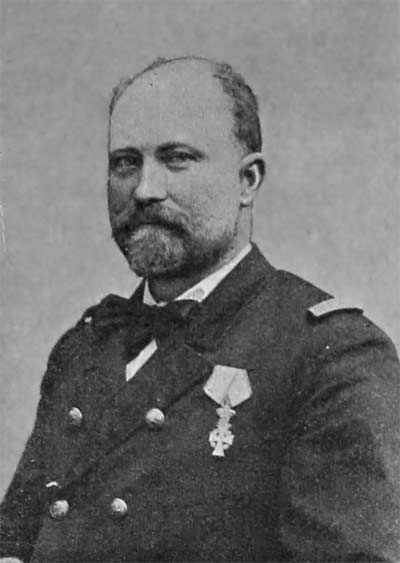
Middelboe als Marineminister

Christian Giørtz Middelboe (* 9. März 1852 in Ribe; † 3. März 1920 in Frederiksberg) war ein dänischer Seeoffizier und Marineminister.

## Herkunft und Familie
Christian Giørtz Middelboes Vater war der Zollbeamte und Justizrat Christian Middelboe (1805–1887), seine Mutter war dessen Gattin Caroline Christiane Giörtz (1831–1875). Am 17. Januar 1878 heiratete er Hedvig Therese Lund (* 10. Dezember 1853 in Ålborg; † 5. Mai 1924 in Frederiksberg), Tochter des Weinhändlers vinhandler Søren Julius Lund (1819–1860) und dessen Gattin Betty Jacobine Christiane, geb. Tetzen (1829–1922). Sein Bruder war der Maler Bernhard Middelboe.

## Leben
1867 wurde Middelboe Seekadett in der letzten Klasse der Søkadetakademiet, die 1868 zur Søofficersskole wurde. 1872 wurde er Sekondeleutnant und war bis 1873 mit der Korvette Dagmar in Westindien und Südamerika, in diesem Jahre wurde er auch Premierleutnant. Nach dieser Fahrt wurde Middelboe für verschiedene Fahrten abkommandiert, unter anderen mit der Fregatte Jylland nach Westindien von 1876 bis 1877. Nach seiner Heimkehr von dieser Reise kam er zum Seeminenwesen, zunächst als Subalternoffizier, ab 1885 – mit dem Rang eines Kapitäns – als Chef der zweiten Abteilung des Seeminenwesens. Während dieses Dienstes war er von 1881 bis 1889 Chef des Torpedoschiffes Esbern Snare, das zum Versuchs- und Einschießen von Torpedos verwendet wurde. Von 1891 bis 1899 war er Führer der Løvenørn. 1899 wurde er zum 1899 „kommandør“ (etwa Fregattenkapitän) ernannt. 1898 war er als Chef des Kreuzers Heimdal in Island. 1899 bis 1900 war er Stabschef der schwimmenden Verteidigungsanlagen Kopenhagens. Vom 27. April 1900 bis zum 24. Juli 1901 war er Marineminister im Kabinett Sehested. Danach war er von 1902 bis 1908 mehrmaliger Chef der schwimmenden Verteidigungsanlagen Kopenhagens. 1911 wurde er zum Konteradmiral ernannt. Aufgrund des Erreichens der Altersgrenze nahm er 1914 seinen Abschied. 1918 bis 1919 gab er seine Memoiren heraus.

## Auszeichnungen
- 1885: Ritterkreuz des Dannebrogordens
- 1900: Dannebrogsmændenes hæderstegn
- 1901: Komtur II. Klasse des Dannebrogordens
- 1910: Komtur I. Klasse des Dannebrogordens
- 1914: Fortjenstmedaljen I. Klasse